# 헤라르트 플레서르스
헤라르트 플레서르스(네덜란드어: Gerard Plessers, 1959년 3월 30일, 림뷔르흐 주 오버르펠트 ~)는 벨기에의 전 축구 선수이다.
현역 시절, 그는 스탕다르 리에주, 함부르크, 코르트레이크, 헹크, 그리고 오버르펠트 파브리크에서 활약했다. 그는 벨기에 국가대표팀 경기에도 13번 출전했고, 유로 1980과 1982년 월드컵에 참가했다.

## 수상

### 클럽
스탕다르 리에주
- 벨기에 1부 리그: 1981–82, 1982–83
- 벨기에 컵: 1980–81
- 벨기에 슈퍼컵: 1981
- B벨기에 리그컵: 1975
- 유러피언 컵위너스컵 준우승: 1981–82
- 인터토토컵: 1980,[4] 1982,[5] 1984[6]

### 국가대표팀
벨기에
- 유럽 선수권 대회 준우승: 1980[7]
- 벨기에 스포츠 공로상: 1980[8]